# Saltos ornamentais no Campeonato Mundial de Esportes Aquáticos de 2015 - Trampolim 1 m individual masculino
A prova de trampolim 1 m individual masculino dos saltos ornamentais no Campeonato Mundial de Esportes Aquáticos de 2015 foi realizada entre os dias 24 de julho e 27 de julho em Cazã na Rússia.

## Calendário
| Fase       | Data        |
| ---------- | ----------- |
| Preliminar | 24 de julho |
| Final      | 27 de julho |

## Medalhistas
| Ouro           | Prata              | Bronze              |
| Xie Siyi (CHN) | Illya Kvasha (UKR) | Michael Hixon (USA) |

## Resultados
Esses foram os resultados da competição.
| Pos.              | Saltador              | Nacionalidade        | Preliminar | Preliminar | Final  | Final |
| Pos.              | Saltador              | Nacionalidade        | Pontos     | Pos.       | Pontos | Pos.  |
| ----------------- | --------------------- | -------------------- | ---------- | ---------- | ------ | ----- |
| Medalha de ouro   | Xie Siyi              | China                | 404.40     | 2          | 485.50 | 1     |
| Medalha de prata  | Illya Kvasha          | Ucrânia              | 402.60     | 3          | 449.05 | 2     |
| Medalha de bronze | Michael Hixon         | Estados Unidos       | 373.85     | 9          | 428.30 | 3     |
| 4                 | Jahir Ocampo          | México               | 412.70     | 1          | 427.35 | 4     |
| 5                 | Oleh Kolodiy          | Ucrânia              | 361.55     | 12         | 423.50 | 5     |
| 6                 | Kristian Ipsen        | Estados Unidos       | 400.75     | 4          | 420.65 | 6     |
| 7                 | He Chao               | China                | 394.95     | 5          | 415.50 | 7     |
| 8                 | Constantin Blaha      | Áustria              | 383.30     | 6          | 404.40 | 8     |
| 9                 | Woo Ha-ram            | Coreia do Sul        | 378.60     | 7          | 399.55 | 9     |
| 10                | Matthieu Rosset       | França               | 369.15     | 10         | 392.65 | 10    |
| 11                | Rommel Pacheco        | México               | 376.10     | 8          | 390.95 | 11    |
| 12                | Sebastián Morales     | Colômbia             | 363.70     | 11         | 387.35 | 12    |
| 13                | Rafael Quintero       | Porto Rico           | 354.60     | 13         |        |       |
| 14                | Oliver Homuth         | Alemanha             | 353.00     | 14         |        |       |
| 15                | Yauheni Karaliou      | Bielorrússia         | 352.70     | 15         |        |       |
| 16                | Giovanni Tocci        | Itália               | 348.80     | 16         |        |       |
| 17                | Ilya Molchanov        | Rússia               | 343.05     | 17         |        |       |
| 18                | Evgenii Novoselov     | Rússia               | 337.15     | 18         |        |       |
| 19                | Yona Knight-Wisdom    | Jamaica              | 335.95     | 19         |        |       |
| 20                | Andrea Chiarabini     | Itália               | 334.10     | 20         |        |       |
| 21                | Timo Barthel          | Alemanha             | 324.35     | 21         |        |       |
| 22                | Kim Yeong-nam         | Coreia do Sul        | 317.20     | 22         |        |       |
| 23                | Guillaume Dutoit      | Suíça                | 311.55     | 23         |        |       |
| 24                | Liam Stone            | Nova Zelândia        | 310.25     | 24         |        |       |
| 25                | Nicolás García        | Espanha              | 310.00     | 25         |        |       |
| 26                | James Denny           | Reino Unido          | 309.60     | 26         |        |       |
| 27                | Emadeldin Abdellatif  | Egito                | 309.45     | 27         |        |       |
| 28                | Jouni Kallunki        | Finlândia            | 296.60     | 28         |        |       |
| 29                | Héctor García         | Espanha              | 294.55     | 29         |        |       |
| 30                | Espen Bergslien       | Noruega              | 292.55     | 30         |        |       |
| 31                | Adityo Putra          | Indonésia            | 288.05     | 31         |        |       |
| 32                | Arturo Valdés         | Cuba                 | 283.35     | 32         |        |       |
| 33                | Frandiel Gómez        | República Dominicana | 282.35     | 33         |        |       |
| 34                | Miguel Reyes          | Colômbia             | 277.80     | 34         |        |       |
| 35                | Jesús Liranzo         | Venezuela            | 256.45     | 35         |        |       |
| 36                | Tri Anggoro Priambodo | Indonésia            | 249.55     | 36         |        |       |
| 37                | Abdulrahman Abbas     | Kuwait               | 243.00     | 37         |        |       |
| 38                | Mirzokhid Mirkarimov  | Uzbequistão          | 234.15     | 38         |        |       |
| 39                | Youssef Ezzat         | Egito                | 233.35     | 39         |        |       |
| 40                | Hasan Qali            | Kuwait               | 192.90     | 40         |        |       |